# Accaparramento di terra

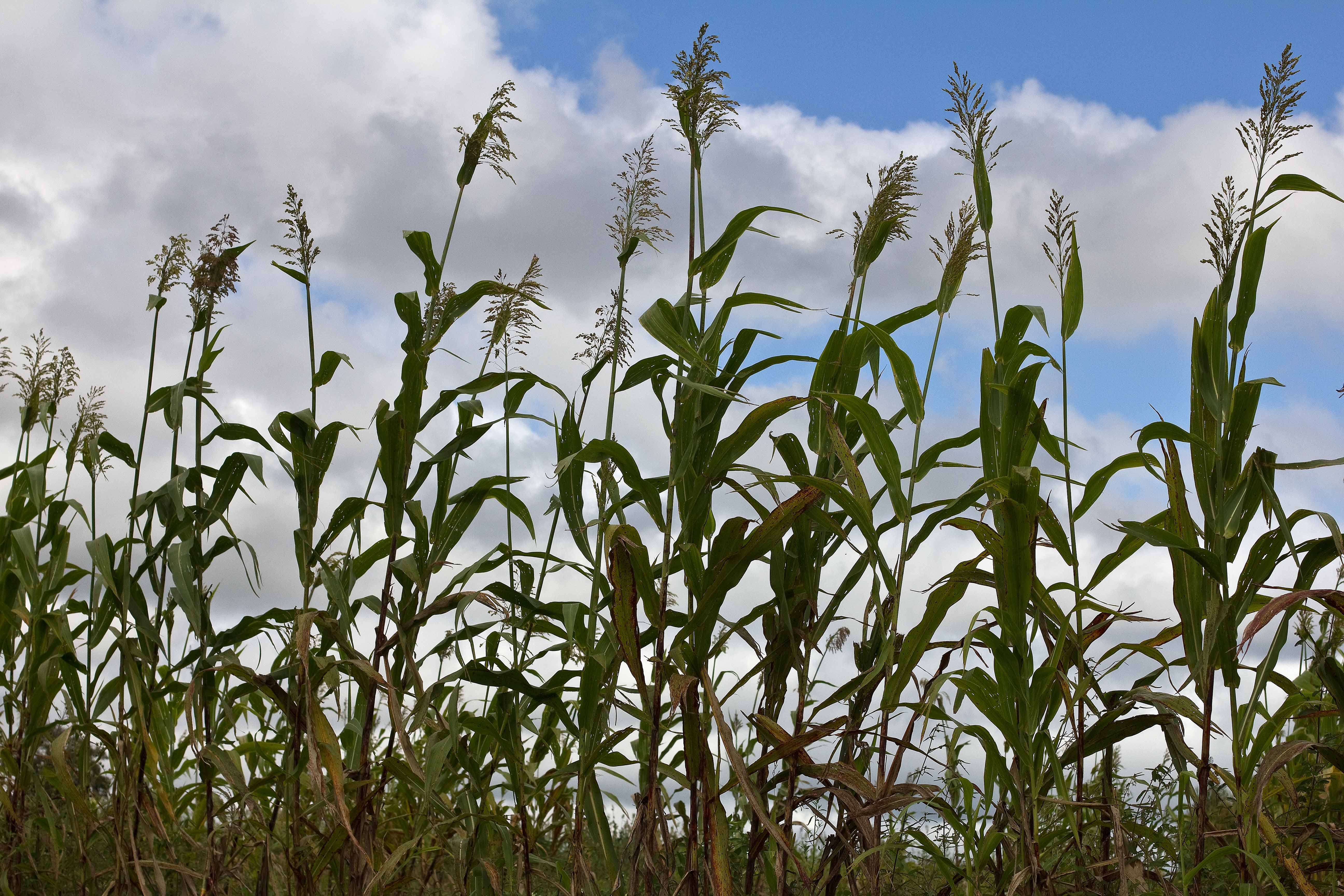
Un campo coltivato a cereali (sorgo) nel Malawi

L'accaparramento di terra (in inglese land grabbing) è un discusso fenomeno economico e geopolitico di acquisizione di terreni agricoli su scala globale, venuto alla ribalta nel primo decennio del XXI secolo.
La questione che tale fenomeno solleva riguarda gli effetti di tali pratiche di acquisizione su larga scala nei paesi in via di sviluppo, che si realizzano mediante affitto, o acquisto, di grandi estensioni agrarie da parte di imprese transnazionali, governi stranieri, o singoli soggetti privati. Sebbene il ricorso a simili pratiche sia stato assai diffuso nel corso della storia umana, il fenomeno ha assunto una particolare rilevanza e connotazione a partire dagli anni 2007-2008, quando l'acquisizione di terre è stata stimolata e guidata dagli effetti della crisi dei prezzi agricoli registratasi in quegli anni e dalla conseguente volontà, da parte di alcuni paesi, di assicurarsi la disponibilità di approvvigionamenti e di proprie riserve alimentari al fine di tutelare interessi nazionali alla sovranità e alla sicurezza nel campo dell'approvvigionamento alimentare.
Il fenomeno dell'accaparramento di terra non è negativo in sé, dal momento che può essere portatore tanto di buone opportunità per i paesi destinatari del fenomeno quanto di rischi: da un lato, le acquisizioni possono garantire un'iniezione di preziose risorse per investimenti, in realtà economiche in cui queste ultime sono necessarie ma scarseggiano; d'altro canto, esiste il rischio concreto che le popolazioni locali possano perdere potere di controllo e di accesso sulle terre cedute e sulle risorse naturali collegate alla terra e ai suoli, come, ad esempio, l'acqua. Risulta cruciale, pertanto, assicurare che le acquisizioni siano realizzate in modo da minimizzare i rischi e massimizzare le opportunità di crescita e sviluppo economico. Una delle condizioni sfavorevoli da rimuovere è stata individuata, da ricercatori della Banca Mondiale, nella detenzione privata di terre, da parte di comunità locali, sulla base di titoli di proprietà informali e non certi, una condizione giuridica precaria che incide in modo negativo sulla valutazione degli appezzamenti come capitale produttivo.
L'attenzione mediatica sul fenomeno insiste spesso sul ruolo della Cina quale principale motore del fenomeno economico: tuttavia, i dati disponibili negli anni 2010 indicano gli Stati Uniti d'America e il Regno Unito come i protagonisti di maggior rilievo nella campagna di acquisizioni transnazionali di fondi agricoli.

## Storia
La crisi dei prezzi agricoli verificati negli anni dal 2007 in poi ha posto l'accento sul problema della sicurezza alimentare nei paesi sviluppati e, al contempo, ha messo in evidenza nuove opportunità economiche per investitori e speculatori nel campo agricolo, determinando un picco notevole negli investimenti agricoli su larga scala nel Sud del mondo, soprattutto stranieri, allo scopo di produrre cibo e biocarburanti.
All'inizio, gli investitori e alcuni paesi sviluppati salutarono il fenomeno come una nuova opportunità per lo sviluppo agricolo, ma, in seguito, l'acquisizione massiccia ha raccolto una serie di critiche da parte di vari soggetti della società civile, da governi, e da soggetti multinazionali, organizzazioni non governative, per il fardello di impatti negativi che, a loro dire, peserebbero sulle comunità locali.

## Situazione

### Scala dimensionale del fenomeno
La stima più completa della scala degli investimenti in accaparramento di terreni è stata pubblicata a settembre 2010 dalla Banca Mondiale: lo studio mostra che, nel solo periodo da ottobre 2008 ad agosto 2009 sono state dichiarate acquisizioni di terreni agricoli per un'estensione di 46 milioni di ettari (a titolo di confronto, si tratta di una superficie di circa una volta e mezzo quella dell'Italia, il cui territorio nazionale si estende su circa 31 milioni di ettari), due terzi dei quali ubicati nell'Africa subsahariana. Inoltre, delle 464 acquisizioni esaminate dalla Banca mondiale, solo 203 riportavano l'estensione dei terreni acquisiti: ciò implicherebbe, nelle cifre riportate, una drastica sottostima della reale ampiezza del fenomeno, che potrebbe riguardare aree agricole fino al doppio dei 46 milioni di ettari stimati dalla Banca Mondiale.
Uno studio successivo, basato sui dati forniti a un congresso internazionale convocato nell'aprile 2011 dalla Land Deal Politics Initiative, ha valutato che gli accordi territoriali rappresentano 80 milioni di ettari.

#### Natura degli accordi di acquisizione
Tali accordi di acquisizione territoriale riguardano lotti di terre con estensioni medie pari a 40.000 ha, per un quarto dei casi superiori a 200000 ha, e per un quarto al di sotto di 10.000 ha. Il 37% delle superfici interessate è dedicata a colture alimentari, mentre il 21% è destinato a colture commerciali e il 21% alla produzione di biocarburanti. Questo indica quanto vasta sia la diversità degli investitori e dei progetti che hanno a che fare con l'acquisizione di terra: l'estensione dei lotti, il tipo di coltura, e la natura degli investitori coinvolti, variano in misura notevole da caso a caso.
Di questi progetti, il 30% erano ancora in fase esplorativa, mentre 70% erano approvati ma in vari stadi di sviluppo: il 18% non era ancora partito, il 30% erano a stadi iniziali di sviluppo, mentre per il 21% la coltivazione era già iniziata La proporzione incredibilmente bassa dei progetti con coltivazioni già avviate è un dato indicativo delle difficoltà inerenti all'avvio di produzioni agricole su larga scala nei paesi in via di sviluppo.

### Forma giuridica degli accordi
Gli investimenti in terreni agricoli prendono spesso la forma giuridica della locazione a lungo termine, anziché dell'acquisto. La durata di questi affitti varia tra i 25 e i 99 anni; in genere, sono stipulati tra investitori e governi nazionali o locali. Poiché i terreni dell'Africa, per la maggior parte dei casi, sono classificati come «beni non-privati» (in conseguenza di politiche pubbliche e di governo, o per la mancanza di un'effettiva intitolazione delle proprietà: quest'ultimo caso avviene, ad esempio, in presenza di un possesso meramente consuetudinario), la gran parte delle terre disponibili per tali investimenti è in possesso di governi o sotto il loro controllo. Gli acquisti sono molto meno diffusi degli affitti per via di divieti costituzionali nazionalistici, che impediscono la cessione di proprietà terriere a stranieri.

### Opacità e farraginosità dei processi negoziali
I metodi che stanno dietro alla negoziazione, all'approvazione e all'applicazione dei contratti tra investitori e governi, sono stati oggetto di notevoli critiche a causa della loro complessità e mancanza di trasparenza. In molti casi, i processi di negoziazione e approvazione sono stati opachi, poco divulgati all'esterno, sia durante sia dopo la conclusione di un accordo. Il processo di approvazione, in particolare, può essere arzigogolato e farraginoso: si può passare dall'approvazione a un semplice livello di ufficio distrettuale, all'approvazione da una serie di uffici di rango governativo, con processi che sono molto soggettivi e discrezionali In Etiopia, ad esempio, le società interessate devono prima ottenere una licenza di investimento dal governo centrale. Quindi, il governo intraprende uno studio di fattibilità del progetto e un processo di verifica dei capitali, e, infine, viene stipulato un contratto di affitto con cui la disponibilità delle terre viene trasferita all'investitore In Tanzania, nonostante il Tanzania Investment Centre favorisca gli investimenti, un investitore deve ottenere l'approvazione da ciascuno di una serie di interlocutori, il TIC stesso, il ministro dell'agricoltura, il ministro dello sviluppo abitativo e terriero, il ministro dell'ambiente, tutti soggetti tra cui, spesso, la comunicazione è intermittente.

## Paesi oggetto di acquisizioni
La localizzazione di molti atti di accaparramento di terre ricade nel Sud del mondo, con il 70% di acquisizioni di terre concentrate nell'Africa subsahariana. Altre aree di notevole interesse sono il Sudest asiatico e l'America Latina.
Uno degli argomenti comuni ai vari governi è il tema dello sviluppo economico: i governi pubblicizzano i benefici dello sviluppo, della creazione di posti di lavoro, della produzione delle colture da reddito, dell'approntamento di infrastrutture, come un volano per lo sviluppo economico e, in definitiva, per la modernizzazione. Molte società investitrici hanno promesso di costruire infrastrutture irrigue, strade, e, in qualche caso, ospedali e scuole per portare avanti i loro progetti di investimento. Ad esempio, in cambio di un canone annuale di 10 dollari per ettaro, al di sotto dei valori di mercato, la Saudi Star ha promesso "di portare cliniche, scuole, strade migliori e fornitura di energia elettrica a Gambella" (Etiopia). I governi fanno anche conto sulla creazione di nuovi posti di lavoro come significativo effetto dell'acquisizione di terre.
La questione dello sviluppo agricolo è un fattore guida significativo, all'interno del più largo contesto dello sviluppo, nel determinare il consenso dei governi a investimenti esterni. L'accettazione, da parte del governo etiopico, di acquisizioni di terre finalizzate alle colture da reddito, riflette la convinzione che il passaggio a questo tipo di produzione sarebbe stato perfino più benefico, per la sua sicurezza alimentare, di un'organizzazione produttiva tutta interna ma basata su un'agricoltura di sussistenza, in cui agricoltori locali producono esclusivamente il necessario per il proprio fabbisogno alimentare. Implicito, nella caratterizzazione dell'agricoltura africana come "sottosviluppata", è il rifiuto dei metodi dell'agricoltura tradizionale praticata dalle comunità locali, giudicati come strumenti inadeguati per l'approvvigionamento del cibo.
Su una scala più piccola, alcuni accordi posso esse ricondotti a un interesse personale al progetto, o forse dovuti a corruzione o al perseguimento di rendite personali (rent-seeking). Dal momento che, nei diversi paesi, tali approvazioni avvengono attraverso procedure ad hoc e decentralizzate, il rischio di un deficit di pratiche di buongoverno e l'apertura di spazi alla corruzione diventano molto alti. In molti paesi, la Banca Mondiale ha notato che gli investitori sono spesso meglio disposti a imparare a districarsi nel labirinto burocratico e, potenzialmente, a ricompensare i funzionari governativi corrotti, piuttosto che impegnarsi nello sviluppo di un business plan fattibile e sostenibile.

### Politiche difensive

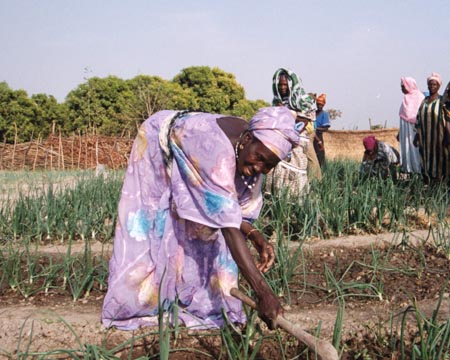
Un campo di cipolle in una gestione locale in forma cooperativa (prefettura di Dinguiraye, Guinea)

In alcuni casi, il fenomeno ha determinato l'elaborazione di strategie difensive, messe in atto sul piano normativo all'interno degli ordinamenti interni dei paesi che si considerano possibili obiettivi.
Dal 2010, il Brasile ha rafforzato, in senso restrittivo, una legge già esistente che limitava l'estensione dei terreni coltivabili acquisibili in locazione da soggetti stranieri, bloccando una larga quota di acquisti di terra da parte di forestieri.
In Argentina, da settembre 2011, è stato presentato, per essere discusso parlamento, un disegno di legge che restringerebbe a 1000 ettari l'estensione massima dei lotti di terra alienabili a stranieri.

## Provenienza degli investitori
Le ricerche compiute hanno disegnato una situazione variegata circa la provenienza degli investitori. Secondo il Land Portal, il Regno Unito sarebbe il principale paese di origine delle aziende investitrici, seguito da Stati Uniti d'America, India, Emirati Arabi Uniti, Sudafrica, Canada, e Malaysia, con la Cina relegata a un ruolo molto più marginale.
Secondo i dati presenti nel database GRAIN, riferiti alla situazione nota nel 2012:
- Stati Uniti d'America, Emirati Arabi Uniti, e Cina coprirebbero insieme il 12% del fenomeno;
- all'India sarebbe riconducibile l'8% delle acquisizioni;
- Regno Unito ed Egitto per il 6%;
- Corea del Sud per il 5%;
- Sudafrica, Singapore, Malaysia e Arabia Saudita con il 4 per cento.

Sia il Land Portal sia il database GRAIN indicano negli Stati Uniti e nel Regno Unito gli attori di maggior rilievo nelle acquisizioni transnazionali dii terre. Si tratta di aziende dell'agroalimentare, ma anche di fondi di investimento, che investono soprattutto in canna da zucchero, jatropha, o olio di palma. È evidente che questa tendenza è stata guidata dagli obiettivi prefissi dall'Unione europea e dagli Stati Uniti d'America riguardo ai consumi di biocarburanti, ma anche dalla ricerca di una maggiore integrazione verticale nell'agrobusiness in generale.
Una linea di tendenza minoritaria è quella offerta dal quadro degli investitori del Medio oriente e degli investitori cinesi sostenuti dallo stato. Mentre gli Emirati Arabi Uniti sono stati protagonisti di azioni significative per dimensioni (alcune di esse guidate dall'esigenza di reperire fonti alimentari), con l'Arabia Saudita a giocare un ruolo minore, questo filone non rappresenta il trend dominante. Quest'ultimo aspetto dell'accaparramento di terra, quindi, non costituisce in alcun modo una rappresentazione completa del fenomeno, nonostante abbia guadagnato in modo particolare l'attenzione dei mass media.
Nel 2019 Focsiv, federazione dei volontari nel mondo e Cidse, l’alleanza delle Ong cattoliche internazionali, hanno realizzato un report congiunto sull'accaparramento di terra in cui si confermava il ruolo degli Stati Uniti come primatisti della corsa all'accaparramento globale di terre, che nell'anno precedente aveva raggiunto la quota complessiva 88 milioni di ettari con 13,4 milioni di ettari presi in gestione da istituzioni finanziarie o operatori a stelle e strisce. Gli Usa erano seguiti dal Canada (10,7 milioni) e dal Regno Unito (7,9 milioni). Non mancano investitori istituzionali situati in paradisi fiscali off-shore, come testimoniato dalla presenza in classifica di Paesi delle Bermuda, delle Isole Vergini Britanniche, delle Mauritius, delle Isole Cayman e del Liechtenstein, che offrono condizioni finanziarie e fiscali estremamente vantaggiose per attrarre i capitali degli operatori internazionali.

## Tipi di investimenti fondiari
Gli investitori, in generale, possono essere divisi in tre tipi: industrie agroalimentari, governi, e investitori speculativi. Governi e compagni degli stati del Golfo Persico hanno avuto un ruolo molto in vista insieme alle società dell'Asia orientale, ma degli investimenti sono stati iniziati da molti fondi comuni di investimento e produttori agricoli europei e americani. Questi attori sono stati motivati da un certo numero di fattori, tra cui l'economicità delle terre, il potenziale miglioramento della produzione agricola, e l'aumento dei prezzi del cibo e dei biocarburanti. Partendo da queste motivazioni di base, gli investimenti possono essere suddivisi in tre categorie principali: 
- approvvigionamento di cibo;
- produzione di biocarburanti;
- investimenti speculativi.

Anche la selvicoltura contribuisce a un ammontare significativo delle acquisizioni di terreni su larga scala.

### Cibo

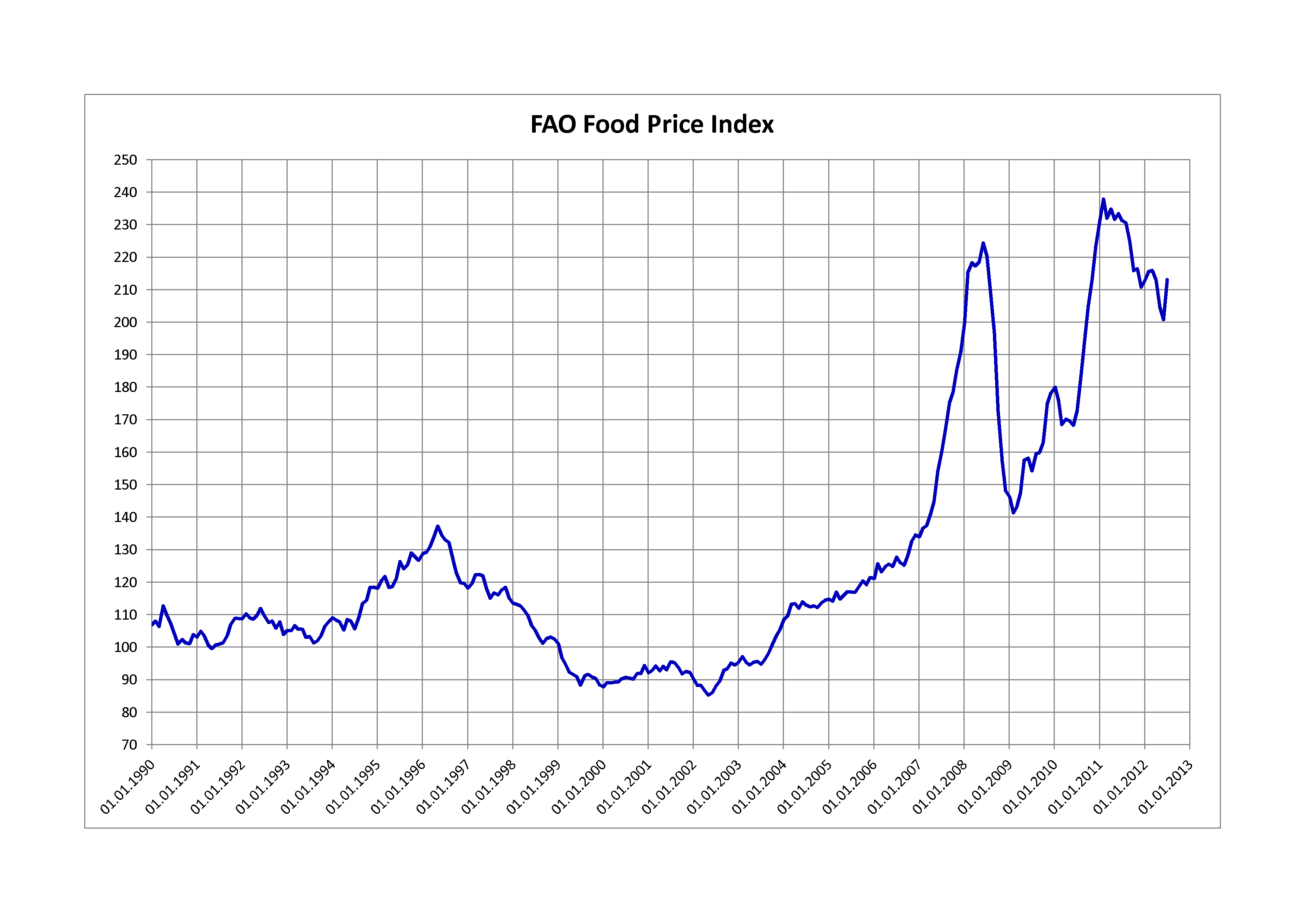
Andamento e volatilità dell'indice mondiale dei prezzi del cibo nel 1990–2012, in crescita nel XXI secolo, con un'impennata durante la crisi dei prezzi (2007-2008), seguita da un nuovo picco nel 2010 (fonte: FAO)

Gli investimenti finalizzati alla produzione alimentare, che coprono all'incirca il 37% degli investimenti mondiali, sono intrapresi soprattutto per due insiemi di fattori: 
- aziende dell'industria agroalimentare che cercano di espandere le loro tenute e di reagire agli stimoli provenienti dal mercato;
- investimenti di iniziativa governativa, soprattutto da parte di stati del Golfo Persico, quale risultato dei timori relativi alla sicurezza alimentare nazionale[8].

### Esigenze finanziarie e di gestione del rischio
Molto spesso, le società del settore agricolo vedono l'investimento in terra come un'opportunità per attivare la leva finanziaria delle loro rilevanti risorse finanziarie e l'accesso al mercato per trarre vantaggio da terre sottoutilizzate, diversificare le loro proprietà fondiarie, e integrare verticalmente i loro sistemi di produzione. La Banca mondiale identifica tre aree in cui le compagnie multinazionali possono far leva su economie di scala: 
- accesso a convenienti mercati finanziari internazionali piuttosto che ai domestici;
- diversificazione finanziaria per la riduzione del rischio;
- maggiore abilità nell'affrontare blocchi infrastrutturali[8].

Nei decenni precedenti alla crisi, le multinazionali sono state riluttanti di fronte a un loro diretto coinvolgimento nella produzione primaria di beni di relativo scarso profitto, preferendo piuttosto focalizzarsi sui fattori produttivi, sulla trasformazione e sulla distribuzione. Quando la crisi dei prezzi ha colpito, il rischio è stato trasferito dalla produzione primaria ai campi della trasformazione della distribuzione (sensibili ai prezzi) e ritorna a essere concentrato nella produzione primaria. Questo ha incentivato le aziende agroalimentari a integrare su scala verticale il loro sistema produttivo in modo da ridurre il rischio sulle forniture che è stato ingigantito dalla perdurante instabilità dei prezzi. Queste società manifestano attitudini diversificate nei confronti dell'importazione e dell'esportazione: mentre alcune si concentrano nell'export alimentare, altre si concentrano prima sui mercati nazionali interni.

### Biocarburanti

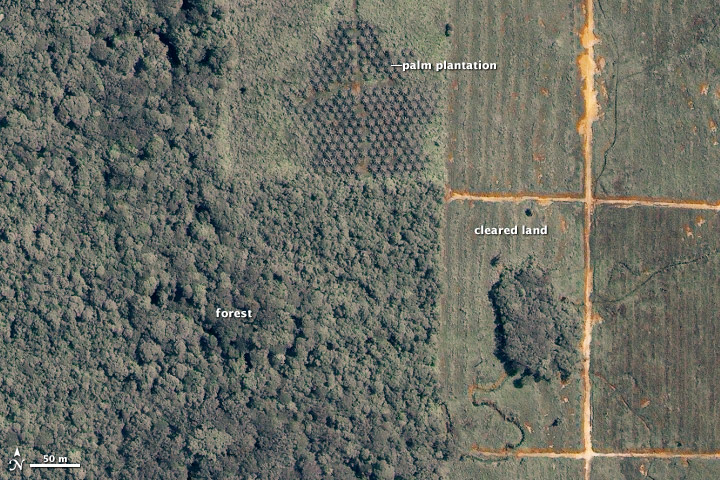
Deforestazione in Malaysia per la produzione di biodiesel da olio di palma (NASA Earth Observatory: immagine satellitare del 18 giugno 2002)

La produzione di biocarburanti, pari al 21% degli investimenti totali (primo decennio degli anni 2000), ha giocato un ruolo significativo e a volte non chiaro. L'uso e la diffusione dei biocarburanti sono cresciuti nel decennio precedente, in coincidenza con la crescita del prezzo del petrolio e con il crescere della sensibilità ambientale. L'area complessiva dedicata a colture finalizzate ai biocarburanti è più che raddoppiata tra il 2004 e il 2008, arrivando a 36 milioni di ettari nel 2008. Questo aumento di popolarità è culminata nella direttiva europea dell'aprile 2009, la 2009/28/CE, che ha stabilito l'obbligo di raggiungere l'obiettivo del 10% nell'uso di energie rinnovabili, soprattutto biocarburanti, sul consumo totale di carburanti per i trasporti. Presa nel suo complesso, la crescita nella diffusione dei biocarburanti, sebbene forse benefica per l'ambiente, ha innescato una reazione a catena, rendendo la produzione di biocarburanti più attraente della produzione di cibo, sottraendo estensioni di terreni a quest'ultimo settore in favore del primo.

## Critiche
Fin dal 2007, gli investimenti in terra su larga scala sono caduti sotto la lente di organizzazioni della società civile, ricercatori, e altre organizzazioni, per motivi concernenti alcune criticità, come l'instabilità agricola, la consultazione e la remunerazione delle comunità locali, gli spostamenti di popolazioni locali, l'impiego della manodopera locale, le procedure negoziali tra investitori e negozianti, e le conseguenze ambientali di queste forme di agricoltura su larga scala. Queste istanze hanno contribuito alla caratterizzazione e all'etichettatura negativa del fenomeno, da parte dei critici, sotto la specie dell'accaparramento di terra, senza operare alcuna distinzione in base al tipo di investimento e prescindendo dall'impatto finale di questi investimenti sulle comunità locali.

### Instabilità agricola
Una delle questioni principali è quella riguardante la proprietà fondiaria: in uno studio del 2003, La Banca Mondiale ha stimato che solo una piccolissima quota della proprietà delle terre d'Africa, valutata tra il 2 e il 10 per cento, è detenuta sulla base di titoli formali e sicuri. Gran parte del deficit nella proprietà privata di terre è dovuta alla proprietà statale della terra, quale risultato di precise politiche interventiste nazionali, oltre che alla complessità delle procedure richieste per la registrazione dei diritti di proprietà. Ma un ruolo importante è giocato anche da un fattore psicologico diffuso, la mancata percezione, da parte delle comunità locali, dell'inadeguatezza dei sistemi consuetudinari di rivendicazione del diritto di possesso. Ricercatori della Banca mondiale hanno mostrato come proprietà personali basate su titoli di possesso informali e incerti siano meno suscettibili di valutazione come capitale produttivo. Esiste una forte correlazione statistica negativa tra il riconoscimento formale della proprietà fondiaria e le prospettive di acquisizioni terriere, con anche una minore, ma ancora significativa, relazione con i progetti già implementati. Lo studio concludeva con una considerazione sul rapporto evidenziato tra l'immaterialità dei titoli di proprietà e la vulnerabilità agli appetiti esterni: secondo i ricercatori, infatti, "un riconoscimento affievolito dei diritti sulle terre aumenta l'attrattiva di un paese come oggetto di acquisizione di terre", con la conseguenza che le società sono andate attivamente alla ricerca di opportunità di investimento proprio in aree territoriali in cui vi era un debole riconoscimento dei titoli di proprietà.